# Jacques Félix Emmanuel Hamelin
Jacques Hamelin, francoski admiral, * 13. oktober 1768, † 23. april 1839.